# Cattedrali in Romania
Questa è una lista delle cattedrali della Romania.

## Cattedrali ortodosse

### Chiesa ortodossa rumena
| Cattedrale                                                                                    | Arcidiocesi o Diocesi                | Località              | Dedicazione                                              | Immagine |
| --------------------------------------------------------------------------------------------- | ------------------------------------ | --------------------- | -------------------------------------------------------- | -------- |
| Cattedrale della Santa Trinità e dei Santi Arcangeli Michele e Gabriele Catedrala Încoronării | Arcieparchia di Alba Iulia           | Alba Iulia            | Trinità, Arcangelo Michele ed Arcangelo Gabriele         |          |
| Cattedrale di Sant'Alessandro Catedrala Sfântul Alexandru                                     | Eparchia di Alexandria e Teleorman   | Alexandria            | Sant'Alessandro                                          |          |
| Cattedrale della Santa Trinità Catedrala Sfânta Treime                                        | Arcieparchia di Arad                 | Arad                  | Trinità                                                  |          |
| Cattedrale della Natività di San Giovanni Battista Catedrala Nașterea Sf. Ioan Botezătorul    | Arcieparchia di Arad                 | Arad                  | Natività di San Giovanni Battista                        |          |
| Cattedrale della Santissima Trinità Catedrala Sfânta Treime                                   | Eparchia di Maramureș e Satu Mare    | Satu Mare             | Trinità                                                  |          |
| Cattedrale dei Santi Costantino ed Elena Catedrala Sfinții Împărați                           | Arcieparchia di Bucarest             | Bucarest              | San Costantino e Sant'Elena                              |          |
| Cattedrale dell'Ascensione Catedrala Înălțarea Domnului                                       | Arcieparchia Buzău e Vrancea         | Buzău                 | Ascensione di Gesù                                       |          |
| Cattedrale della Resurrezione Catedrala Învierea Domnului                                     | Eparchia di Caransebeș               | Caransebeș            | Resurrezione di Gesù                                     |          |
| Cattedrale di San Giorgio Vechea catedrală Sfântul Gheorghe                                   | Eparchia di Caransebeș               | Caransebeș            | San Giorgio                                              |          |
| Cattedrale della Dormizione Catedrala Adormirea Maicii Domnului                               | Arcieparchia di Vad, Feleac e Cluj   | Cluj-Napoca           | Assunzione di Maria                                      |          |
| Cattedrale della Santissima Trinità Vechea catedrală Sfânta Treime                            | Arcieparchia di Vad, Feleac e Cluj   | Cluj-Napoca           | Trinità                                                  |          |
| Cattedrale dei Santi Pietro e Paolo Biserica Sfinții Apostoli Petru și Pavel                  | Eparchia di Huși                     | Huși                  | San Pietro e San Paolo                                   |          |
| Cattedrale dei Santi Pietro e Paolo Catedrala Sfinții Petru și Pavel                          | Arcieparchia di Tomis                | Costanza              | San Pietro e San Paolo                                   |          |
| Cattedrale di San Demetrio Catedrala Mitropolitană Sfântul Dumitru                            | Arcieparchia di Craiova              | Craiova               | San Demetrio                                             |          |
| Cattedrale della Dormizione Catedrala Adormirea Maicii Domnului                               | Arcieparchia di Argeș e Muscel       | Curtea de Argeș       | Assunzione di Maria                                      |          |
| Cattedrale di San Nicola Catedrala Sfântul Nicolae                                            | Eparchia di Deva e Hunedoara         | Deva                  | San Nicola                                               |          |
| Cattedrale di San Nicola Catedrala Sfântul Nicolae                                            | Arcieparchia del Basso Danubio       | Galați                | San Nicola                                               |          |
| Cattedrale dell'Assunzione di Maria Catedrala Adormirea Maicii Domnului                       | Eparchia di Giurgiu                  | Giurgiu               | Assunzione di Maria                                      |          |
| Cattedrale di San Nicola Catedrala Sfântul Nicolae                                            | Eparchia di Covasna e Harghita       | Miercurea Ciuc        | San Nicola                                               |          |
| Cattedrale di Santa Parasceva Catedrala Sfânta Paraschiva                                     | Arcieparchia di Roman e Bacau        | Roman                 | Santa Parasceva                                          |          |
| Cattedrale dell'Assunzione di Maria Catedrala Adormirea Maicii Domnului                       | Eparchia di Oradea                   | Oradea                | Assunzione di Maria                                      |          |
| Cattedrale di San Nicola Catedrala Sfântul Nicolae                                            | Arcieparchia di Râmnic               | Râmnicu Vâlcea        | San Nicola                                               |          |
| Cattedrale di Santa Parasceva Catedrala Sfânta Paraschiva                                     | Arcieparchia di Iași                 | Iași                  | Santa Parasceva                                          |          |
| Cattedrale della Santissima Trinità Catedrală Sfânta Treime                                   | Arcieparchia di Sibiu                | Sibiu                 | Trinità                                                  |          |
| Cattedrale di San Giorgio Catedrala Sfântul Gheorghe                                          | Eparchia di Slatina e Romanaţilor    | Slatina               | San Giorgio                                              |          |
| Cattedrale dell'Ascensione Catedrala Înălțarea Domnului                                       | Eparchia di Slobozia e Călărași      | Slobozia              | Ascensione di Gesù                                       |          |
| Cattedrale di San Giorgio Catedrala Sfântul Gheorghe                                          | Arcieparchia di Suceava e Rădăuţilor | Suceava               | San Giorgio                                              |          |
| Cattedrale dell'Ascensione Catedrala Înălțarea Domnului                                       | Arcieparchia di Târgoviște           | Târgoviște            | Ascensione di Gesù                                       |          |
| Cattedrale dei tre Gerarchi Catedrala Sfinții Trei Ierarhi                                    | Arcieparchia di Timișoara            | Timișoara             | Basilio Magno, Gregorio Nazianzeno e Giovanni Crisostomo |          |
| Cattedrale di San Nicola Catedrala Sfântul Nicolae                                            | Eparchia di Tulcea                   | Tulcea                | San Nicola                                               |          |
| Cattedrale della Natività di Maria Nașterea Maicii Domnului                                   | Eparchia di Severin e Strehaia       | Drobeta-Turnu Severin | Natività della Beata Vergine Maria                       |          |
| Cattedrale dell'Assunzione di Maria Catedrala Înălțarea Domnului                              | Eparchia di Sălaj                    | Zalău                 | Assunzione di Maria                                      |          |

### Chiesa ortodossa di antico rito dei Lipovi (Vecchi credenti)
| Cattedrale                                                                              | Arcidiocesi o Diocesi    | Località       | Dedicazione   |
| --------------------------------------------------------------------------------------- | ------------------------ | -------------- | ------------- |
| Cattedrale Uspenia Biserica Uspenia                                                     | Eparchia di Moldova      | Târgu Frumos   |               |
| Cattedrale dello Spirito Santo                                                          | Eparchia di Slava        | Slava Cercheză | Spirito Santo |
| Cattedrale della protezione della Santa Vergine Catedrala Acoperământul Maicii Domnului | Eparchia di Fântâna Albă | Brăila         | Vergine Maria |

### Chiesa ortodossa serba
| Cattedrale                                         | Diocesi               | Città     | Dedicazione | Immagine |
| -------------------------------------------------- | --------------------- | --------- | ----------- | -------- |
| Cattedrale di San Nicola Catedrala Sfântul Nicolae | Eparchia di Timișoara | Timișoara | San Nicola  |          |

## Cattedrale della Chiesa apostolica armena
| Cattedrale                                                  | Diocesi                       | Città    | Dedicazione     | Immagine |
| ----------------------------------------------------------- | ----------------------------- | -------- | --------------- | -------- |
| Cattedrale dei Santi Arcangeli Catedrala Sfinții Arhangheli | Arcidiocesi armena di Romania | Bucarest | Santi Arcangeli |          |

## Cattedrali delle Chiese riformate

### Cattedrali calviniste
| Cattedrale                                                  | Arcidiocesi o Diocesi                | Località    | Immagine |
| ----------------------------------------------------------- | ------------------------------------ | ----------- | -------- |
| Cattedrale calvinista di Aiud                               | Diocesi riformata di Transilvania    | Aiud        |          |
| Cattedrale della Via dei Lupi Catedrala de pe Ulița Lupilor | Diocesi riformata di Transilvania    | Cluj-Napoca |          |
| Cattedrale calvinista di Oradea Catedrala Orașul-Nou        | Diocesi riformata di Piatra Craiului | Oradea      |          |

### Cattedrali evangeliche (Confessione augustana)
| Cattedrale                                       | Arcidiocesi o Diocesi                | Località    | Dedicazione   | Immagine |
| ------------------------------------------------ | ------------------------------------ | ----------- | ------------- | -------- |
| Cattedrale di Santa Maria Catedrala Sfânta Maria | Diocesi evangelica luterana di Sibiu | Sibiu       | Vergine Maria |          |
| Cattedrale di luterana di Cluj-Napoca            | Diocesi evangelica luterana di Cluj  | Cluj-Napoca |               |          |

### Cattedrale unitaria
| Cattedrale                         | Diocesi                         | Città       | Dedicazione | Immagine |
| ---------------------------------- | ------------------------------- | ----------- | ----------- | -------- |
| Cattedrale unitaria di Cluj-Napoca | Chiesa unitaria di Transilvania | Cluj-Napoca |             |          |

## Cattedrali cattoliche

### Cattedrali latine
| Cattedrale                                                                           | Arcidiocesi o Diocesi               | Località   | Dedicazione         | Immagine |
| ------------------------------------------------------------------------------------ | ----------------------------------- | ---------- | ------------------- | -------- |
| Cattedrale di San Giuseppe Catedrala Sfântul Iosif                                   | Arcidiocesi di Bucarest             | Bucarest   | San Giuseppe        |          |
| Cattedrale di Santa Maria Regina Catedrala Sfânta Fecioară Maria Regină              | Diocesi di Iași                     | Iași       | Maria Regina        |          |
| Cattedrale emerita di Santa Maria Assunta Vechea catedrală Adormirea Maicii Domnului | Diocesi di Iași                     | Iași       | Assunzione di Maria |          |
| Cattedrale di Santa Maria Catedrala Sfânta Maria Mare                                | Diocesi di Gran Varadino dei Latini | Oradea     | Vergine Maria       |          |
| Cattedrale dell'Ascensione di Nostro Signore Catedrala Înălțarea Domnului            | Diocesi di Satu Mare                | Satu Mare  | Ascensione di Gesù  |          |
| Cattedrale di San Giorgio Catedrala Sfântul Gheorghe                                 | Diocesi di Timișoara                | Timișoara  | San Giorgio         |          |
| Cattedrale di San Michele Catedrala Sfântul Mihail                                   | Arcidiocesi di Alba Iulia           | Alba Iulia | San Michele         |          |

### Cattedrali greco-cattoliche
| Cattedrale                                                                         | Arcidiocesi o Diocesi                     | Località    | Dedicazione             | Immagine |
| ---------------------------------------------------------------------------------- | ----------------------------------------- | ----------- | ----------------------- | -------- |
| Cattedrale della Santissima Trinità Catedrala Sfânta Treime                        | Arcieparchia di Făgăraș e Alba Iulia      | Blaj        | Trinità                 |          |
| Cattedrale di San Basilio Magno Catedrala Sf. Vasile cel Mare                      | Eparchia di San Basilio Magno di Bucarest | Bucarest    | San Basilio Magno       |          |
| Cattedrale della Trasfigurazione del Signore Catedrala Schimbarea la Față          | Eparchia di Cluj-Gherla                   | Cluj-Napoca | Trasfigurazione di Gesù |          |
| Concattedrale della Vergine Maria Catedrală Intrarea în Biserică a Maicii Domnului | Eparchia di Cluj-Gherla                   | Gherla      | Vergine Maria           |          |
| Cattedrale dello Spirito Santo Catedrala Coborârea Sfântului Spirit                | Eparchia di Lugoj                         | Lugoj       | Spirito Santo           |          |
| Cattedrale di Maria Assunta Catedrala Adormirea Maicii Domnului                    | Eparchia di Maramureș                     | Baia Mare   | Assunzione di Maria     |          |
| Cattedrale di San Nicola Catedrala Sfântul Nicolae                                 | Eparchia di Gran Varadino dei Rumeni      | Oradea Mare | San Nicola              |          |

### Cattedrale armeno-cattolica
| Cattedrale                                                  | Diocesi                | Città  | Dedicazione | Immagine |
| ----------------------------------------------------------- | ---------------------- | ------ | ----------- | -------- |
| Cattedrale della Santissima Trinità Catedrala Sfânta Treime | Ordinariato di Romania | Gherla | Trinità     |          |